# جون بون
جون بون (بالإنجليزية: John Bone)‏ هو لاعب كرة قدم بريطاني، ولد في 19 ديسمبر 1930 في هارتلبول في المملكة المتحدة، وتوفي في 2002. لعب مع نادي هارتلبول يونايتد.